# Farvevajd
Farvevajd (Isatis tinctoria) er en toårig plante af korsblomst-familien, som vokser vildt på strandvolde i de sydøstlige egne af Danmark. Den har desuden tidligere været dyrket og er derfra forvildet i naturen.

## Udbredelse
Farvevajd findes langs Østersøens kyster, i Central- og Østeuropa samt i Centralasien. Den har længe været kendt fra Bornholm, men siden 1960 er udbredelsen ekspanderet og omfatter nu også Sjællands østlige kyst og Amagers kyst, med mere spredte forekomster ved storebæltskysten.

## Farveplante
Tidligere blev farvevajd brugt til blåfarvning af tekstiler i Norden. I Danmark ophørte dyrkningen af vajd omkring år 1800 som følge af indigoimporten. Vajd indeholder et lys- og farveægte indigolignende farvestof.
Det første år danner vajd en ca. 20 cm høj roset af grønne blade. Hvis man knuser et blad mellem fingrene, bliver de blå.
Det er bladene fra det første år der bruges til plantefarvning – farven udvindes ved at man lader bladene gære i urin i ca. 5 dage.
Andet år sætter planten en halvanden meter høj blomsterstand med gule blomster i juni, sætter frø og visner derefter.
I dag er farven fra både vajd og indigo stort set udkonkurreret af anilinfarverne.